# Liste der Mitglieder des Landtags von Baden-Württemberg (13. Wahlperiode)
Diese Liste gibt einen Überblick über  alle Mitglieder des 13. baden-württembergischen Landtages (2001–2006) mit Fraktionszugehörigkeit, Wahlkreis und Stimmenanteil.
Der 13. Landtag wurde am 25. März 2001 gewählt. Die erste Plenarsitzung fand am 12. Juni 2001, die letzte am 22. Februar 2006 statt.

## Zusammensetzung des Landtags
Aus der Landtagswahl  ging die CDU mit einem Stimmenanteil von 44,8 Prozent als stärkste Partei hervor, die SPD erhielt 33,3 Prozent, die FDP/DVP 8,1 Prozent und Bündnis 90/Die Grünen 7,7 Prozent. Die CDU gewann 63 der insgesamt 70 Direktmandate, 6 Mandate mehr als ihr nach ihrem Stimmenanteil im Verhältnis zugestanden hätten und die ihr so als Überhangmandate zustanden. Die SPD, die insgesamt 7 Direktmandate erhielt, erhielt zur Wiederherstellung des Stimmenverhältnisses insgesamt zwei Ausgleichsmandate. Insgesamt hatte der Landtag so acht Sitze mehr als die gesetzlich vorgeschriebene Mindestanzahl von 120 Mandaten. Im Einzelnen ergab sich folgende Mandatsverteilung:
| Fraktion              | Sitze |
| --------------------- | ----- |
| CDU                   | 63    |
| SPD                   | 45    |
| Bündnis 90/Die Grünen | 10    |
| FDP/DVP               | 10    |
| Gesamt                | 128   |

Heike Dederer, für die Grünen im Wahlkreis Bietigheim-Bissingen in den Landtag eingezogen, trat im Januar 2005 aus der Partei Bündnis 90/Die Grünen unter Mitnahme ihres Landtagsmandats aus. Die CDU-Fraktion im Landtag nahm sie am 25. Januar 2005 auf und hatte daraufhin 64 Mitglieder, die Fraktion der Grünen 9 Mitglieder.
Am 27. Juni 2005 trat Ulrich Maurer aus der SPD aus und wurde am 1. Juli 2005 Mitglied der WASG. Da er sein Landtagsmandat beibehielt, war er somit das erste WASG-Mitglied in einem deutschen Landesparlament. Er legte sein Landtagsmandat im Oktober 2005 nach seiner Wahl in den 16. Deutschen Bundestag nieder.

## Präsidium
Das Präsidium des Landtags in der 13. Wahlperiode bestand aus 18 Mitgliedern. Präsident des Landtags war Peter Straub (CDU). Seine Stellvertreter waren Frieder Birzele (SPD), Christa Vossschulte (CDU) und Beate Fauser (FDP/DVP).

## Ausschüsse
Der Landtag bildete in der 13. Wahlperiode die folgenden Ausschüsse:
| Ausschuss                                       | Vorsitzender             | Anzahl Mitglieder |
| ----------------------------------------------- | ------------------------ | ----------------- |
| Ständiger Ausschuss                             | Klaus Herrmann, CDU      | 18                |
| Finanzausschuss                                 | Herbert Moser, SPD       | 21                |
| Wirtschaftsausschuss                            | Veronika Netzhammer, CDU | 18                |
| Innenausschuss                                  | Max Nagel, SPD           | 18                |
| Ausschuss für Schule, Jugend und Sport          | Peter Wintruff, SPD      | 18                |
| Ausschuss für Umwelt und Verkehr                | Walter Caroli, SPD       | 18                |
| Sozialausschuss                                 | Franz Wieser, CDU        | 18                |
| Ausschuss Ländlicher Raum und Landwirtschaft    | Karl Traub, CDU          | 18                |
| Ausschuss für Wissenschaft, Forschung und Kunst | Eugen Klunzinger, CDU    | 18                |
| Petitionsausschuss                              | Jörg Döpper, CDU         | 25                |
| Wahlprüfungsausschuss                           | Wolfgang Reinhart, CDU   | 9                 |

Daneben bestanden das Gremium nach Art. 10 mit 5 Mitgliedern und der Ausschuss nach Artikel 62 der Landesverfassung mit 18 Mitgliedern, der auch als Notparlament bezeichnet wird.

## Abgeordnete
| Name                   | Lebens- daten | Fraktion                     | Wahlkreis                    | Mandat                      | Anteil  | Anmerkung                                                                   |
| ---------------------- | ------------- | ---------------------------- | ---------------------------- | --------------------------- | ------- | --------------------------------------------------------------------------- |
| Katrin Altpeter        | 1963          | SPD                          | 15 Waiblingen                | Zweitmandat                 | 35,4 %  |                                                                             |
| Theresia Bauer         | 1965          | Grüne                        | 34 Heidelberg                | Zweitmandat                 | 15,1 %  |                                                                             |
| Christoph Bayer        | 1948          | SPD                          | 48 Breisgau                  | Zweitmandat                 | 33,9 %  |                                                                             |
| Wolfgang Bebber        | 1943          | SPD                          | 19 Eppingen                  | Zweitmandat                 | 33,8 %  | Mandat niedergelegt am 1. Mai 2003 (Nachfolger: Ingo Rust)                  |
| Ernst Behringer        | 1942–2023     | CDU                          | 70 Sigmaringen               | Direktmandat                | 55,4 %  |                                                                             |
| Heiderose Berroth      | 1947–2022     | FDP/DVP                      | 06 Leonberg                  | Zweitmandat                 | 9,2 %   |                                                                             |
| Dietrich Birk          | 1967          | CDU                          | 10 Göppingen                 | Direktmandat                | 40,6 %  |                                                                             |
| Frieder Birzele        | 1940–2023     | SPD                          | 10 Göppingen                 | Zweitmandat                 | 38,0 %  |                                                                             |
| Thomas Blenke          | 1960          | CDU                          | 43 Calw                      | Direktmandat                | 46,3 %  |                                                                             |
| Stephan Braun          | 1959          | SPD                          | 05 Böblingen                 | Zweitmandat                 | 34,6 %  |                                                                             |
| Carla Bregenzer        | 1946          | SPD                          | 08 Kirchheim unter Teck      | Zweitmandat                 | 34,5 %  |                                                                             |
| Carmina Brenner        | 1957          | CDU                          | 45 Freudenstadt              | Direktmandat                | 50,4 %  |                                                                             |
| Elke Brunnemer         | 1952          | CDU                          | 41 Sinsheim                  | Direktmandat                | 44,2 %  |                                                                             |
| Mario Capezzuto        | 1952          | SPD                          | 25 Schwäbisch Gmünd          | Zweitmandat                 | 34,8 %  |                                                                             |
| Walter Caroli          | 1942          | SPD                          | 50 Lahr                      | Zweitmandat                 | 33,9 %  |                                                                             |
| Heike Dederer          | 1969          | CDU (bis Anfang 2005: Grüne) | 14 Bietigheim-Bissingen      | Zweitmandat                 | 8,3 %   |                                                                             |
| Jörg Döpper            | 1942          | CDU                          | 09 Nürtingen                 | Direktmandat                | 41,8 %  |                                                                             |
| Walter Döring          | 1954          | FDP/DVP                      | 22 Schwäbisch Hall           | Zweitmandat                 | 23,1 %  |                                                                             |
| Richard Drautz         | 1953–2014     | FDP/DVP                      | 19 Eppingen                  | Zweitmandat                 | 10,4 %  |                                                                             |
| Wolfgang Drexler       | 1946          | SPD                          | 07 Esslingen                 | Zweitmandat                 | 38,0 %  |                                                                             |
| Beate Fauser           | 1949          | FDP/DVP                      | 43 Calw                      | Zweitmandat                 | 11,2 %  |                                                                             |
| Günter Fischer         | 1941          | SPD                          | 27 Karlsruhe I               | Direktmandat                | 38,1 %  |                                                                             |
| Gundolf Fleischer      | 1943          | CDU                          | 48 Breisgau                  | Direktmandat                | 44,6 %  |                                                                             |
| Reinhold Gall          | 1956          | SPD                          | 20 Neckarsulm                | Zweitmandat                 | 34,2 %  |                                                                             |
| Rolf Gaßmann           | 1950          | SPD                          | 01 Stuttgart I               | Direktmandat                | 35,7 %  |                                                                             |
| Horst Glück            | 1940–2004     | FDP/DVP                      | 61 Hechingen-Münsingen       | Zweitmandat                 | 14,8 %  | † 15. August 2004 (Nachfolgerin: Renate Götting)                            |
| Helmut Göschel         | 1944          | SPD                          | 41 Sinsheim                  | Zweitmandat                 | 37,9 %  |                                                                             |
| Renate Götting         | 1954          | FDP/DVP                      | 61 Hechingen-Münsingen       | Nachrückerin im Zweitmandat | 14,8 %  | eingetreten am 6. September 2004 als Nachfolgerin für Horst Glück           |
| Ingeborg Gräßle        | 1961          | CDU                          | 24 Heidenheim                | Direktmandat                | 40,6 %  | Mandat niedergelegt am 20. Juli 2004 (Nachfolger: Bernd Hitzler)            |
| Rosa Grünstein         | 1948          | SPD                          | 40 Schwetzingen              | Zweitmandat                 | 38,6 %  |                                                                             |
| Friedlinde Gurr-Hirsch | 1954          | CDU                          | 19 Eppingen                  | Direktmandat                | 41,6 %  |                                                                             |
| Alfred Haas            | 1950          | CDU                          | 49 Emmendingen               | Direktmandat                | 44,0 %  |                                                                             |
| Gustav-Adolf Haas      | 1935–2013     | SPD                          | 46 Freiburg I                | Zweitmandat                 | 30,9 %  |                                                                             |
| Hans-Martin Haller     | 1949          | SPD                          | 63 Balingen                  | Zweitmandat                 | 31,5 %  |                                                                             |
| Rita Haller-Haid       | 1950          | SPD                          | 62 Tübingen                  | Zweitmandat                 | 32,8 %  |                                                                             |
| Peter Hauk             | 1960          | CDU                          | 38 Neckar-Odenwald           | Direktmandat                | 54,2 %  |                                                                             |
| Rudolf Hausmann        | 1954          | SPD                          | 60 Reutlingen                | Zweitmandat                 | 33,9 %  |                                                                             |
| Ursula Haußmann        | 1953–2012     | SPD                          | 26 Aalen                     | Zweitmandat                 | 32,3 %  |                                                                             |
| Hans Heinz             | 1951          | CDU                          | 16 Schorndorf                | Direktmandat                | 40,8 %  |                                                                             |
| Klaus Herrmann         | 1959          | CDU                          | 12 Ludwigsburg               | Direktmandat                | 38,8 %  |                                                                             |
| Dieter Hillebrand      | 1951          | CDU                          | 60 Reutlingen                | Direktmandat                | 42,1 %  |                                                                             |
| Bernd Hitzler          | 1957          | CDU                          | 24 Heidenheim                | Nachrücker im Direktmandat  | 40,6 %  | eingetreten am 23. Juli 2004 als Nachfolger für Ingeborg Gräßle             |
| Jürgen Hofer           | 1941          | FDP/DVP                      | 16 Schorndorf                | Zweitmandat                 | 13,7 %  |                                                                             |
| Andreas Hoffmann       | 1960          | CDU                          | 56 Konstanz                  | Direktmandat                | 39,7 %  |                                                                             |
| Edeltraud Hollay       | 1946          | SPD                          | 03 Stuttgart III             | Nachrückerin im Zweitmandat | 37,8 %  | eingetreten am 18. Oktober 2005 als Nachfolgerin für Ulrich Maurer          |
| Manfred Hollenbach     | 1946          | CDU                          | 14 Bietigheim-Bissingen      | Nachrücker im Direktmandat  | 40,2 %  | eingetreten am 1. Oktober 2005 als Nachfolger für Annette Schavan           |
| Hans Georg Junginger   | 1943          | SPD                          | 39 Weinheim                  | Zweitmandat                 | 37,9 %  |                                                                             |
| Karl-Wolfgang Jägel    | 1957          | CDU                          | 32 Rastatt                   | Nachrücker im Direktmandat  | 52,5 %  | eingetreten am 1. Oktober 2004 als Nachfolger für Thomas Schäuble           |
| Klaus Käppeler         | 1954          | SPD                          | 61 Hechingen-Münsingen       | Zweitmandat                 | 27,1 %  |                                                                             |
| Gunter Kaufmann        | 1944          | SPD                          | 32 Rastatt                   | Zweitmandat                 | 34,0 %  |                                                                             |
| Helmut Kiefl           | 1942          | CDU                          | 68 Wangen im Allgäu          | Direktmandat                | 54,7 %  |                                                                             |
| Birgit Kipfer          | 1943          | SPD                          | 06 Leonberg                  | Zweitmandat                 | 32,0 %  |                                                                             |
| Dieter Kleinmann       | 1953          | FDP/DVP                      | 53 Rottweil                  | Zweitmandat                 | 9,5 %   |                                                                             |
| Wilfried Klenk         | 1959          | CDU                          | 17 Backnang                  | Direktmandat                | 42,2 %  |                                                                             |
| Eugen Klunzinger       | 1938          | CDU                          | 05 Böblingen                 | Direktmandat                | 44,2 %  |                                                                             |
| Thomas Knapp           | 1959          | SPD                          | 44 Enz                       | Zweitmandat                 | 37,5 %  |                                                                             |
| Rudolf Köberle         | 1953          | CDU                          | 69 Ravensburg                | Direktmandat                | 52,9 %  |                                                                             |
| Winfried Kretschmann   | 1948          | Grüne                        | 09 Nürtingen                 | Zweitmandat                 | 9,4 %   |                                                                             |
| Jochen Kübler          | 1953          | CDU                          | 21 Hohenlohe                 | Direktmandat                | 50,9 %  |                                                                             |
| Rolf Kurz              | 1935–2018     | CDU                          | 15 Waiblingen                | Direktmandat                | 40,0 %  |                                                                             |
| Bernhard Lasotta       | 1969–2019     | CDU                          | 20 Neckarsulm                | Direktmandat                | 43,6 %  |                                                                             |
| Ursula Lazarus         | 1942          | CDU                          | 33 Baden-Baden               | Direktmandat                | 51,3 %  |                                                                             |
| Johanna Lichy          | 1949          | CDU                          | 18 Heilbronn                 | Direktmandat                | 42,0 %  |                                                                             |
| Brigitte Lösch         | 1962          | Grüne                        | 01 Stuttgart I               | Zweitmandat                 | 18,0 %  |                                                                             |
| Winfried Mack          | 1965          | CDU                          | 26 Aalen                     | Direktmandat                | 48,5 %  |                                                                             |
| Stefan Mappus          | 1966          | CDU                          | 42 Pforzheim                 | Direktmandat                | 46,6 %  |                                                                             |
| Ulrich Maurer          | 1948          | SPD                          | 03 Stuttgart III             | Zweitmandat                 | 37,8 %  | Mandat niedergelegt am 17. Oktober 2005 (Nachfolgerin: Edeltraud Hollay)    |
| Herbert Moser          | 1947          | SPD                          | 55 Tuttlingen-Donaueschingen | Zweitmandat                 | 26,7 %  |                                                                             |
| Ulrich Müller          | 1944          | CDU                          | 67 Bodensee                  | Direktmandat                | 48,0 %  |                                                                             |
| Max Nagel              | 1949–2004     | SPD                          | 35 Mannheim I                | Direktmandat                | 47,7 %  | † 20. März 2004 (Nachfolger: Roland Weiß)                                   |
| Veronika Netzhammer    | 1952          | CDU                          | 57 Singen                    | Direktmandat                | 48,7 %  |                                                                             |
| Ulrich Noll            | 1946–2011     | FDP/DVP                      | 09 Nürtingen                 | Zweitmandat                 | 9,7 %   |                                                                             |
| Thomas Oelmayer        | 1954          | Grüne                        | 64 Ulm                       | Zweitmandat                 | 10,3 %  |                                                                             |
| Günther Oettinger      | 1953          | CDU                          | 13 Vaihingen/Enz             | Direktmandat                | 42,8 %  |                                                                             |
| Boris Palmer           | 1972          | Grüne                        | 62 Tübingen                  | Zweitmandat                 | 15,1 %  |                                                                             |
| Christoph Palmer       | 1962          | CDU                          | 02 Stuttgart II              | Direktmandat                | 39,3 %  |                                                                             |
| Günther-Martin Pauli   | 1965          | CDU                          | 63 Balingen                  | Direktmandat                | 51,4 %  |                                                                             |
| Ernst Pfister          | 1947–2022     | FDP/DVP                      | 55 Tuttlingen-Donaueschingen | Zweitmandat                 | 9,1 %   |                                                                             |
| Werner Pfisterer       | 1949          | CDU                          | 34 Heidelberg                | Direktmandat                | 37,0 %  |                                                                             |
| Dieter Puchta          | 1950          | SPD                          | 59 Waldshut                  | Zweitmandat                 | 35, 5 % | Mandat niedergelegt am 5. August 2002                                       |
| Margot Queitsch        | 1946          | SPD                          | 47 Freiburg II               | Direktmandat                | 36,7 %  |                                                                             |
| Renate Rastätter       | 1947          | Grüne                        | 27 Karlsruhe I               | Zweitmandat                 | 11,0 %  |                                                                             |
| Helmut Rau             | 1950          | CDU                          | 50 Lahr                      | Direktmandat                | 49,8 %  |                                                                             |
| Heribert Rech          | 1950          | CDU                          | 29 Bruchsal                  | Direktmandat                | 52,8 %  |                                                                             |
| Klaus Dieter Reichardt | 1954          | CDU                          | 36 Mannheim II               | Direktmandat                | 40,7 %  |                                                                             |
| Wolfgang Reinhart      | 1956          | CDU                          | 23 Main-Tauber               | Direktmandat                | 50,6 %  |                                                                             |
| Friedhelm Repnik       | 1949          | CDU                          | 62 Tübingen                  | Direktmandat                | 38,3 %  |                                                                             |
| Martin Rivoir          | 1960          | SPD                          | 64 Ulm                       | Zweitmandat                 | 34,0 %  |                                                                             |
| Karl-Wilhelm Röhm      | 1951          | CDU                          | 61 Hechingen-Münsingen       | Direktmandat                | 45,9 %  |                                                                             |
| Christine Rudolf       | 1965          | SPD                          | 14 Bietigheim-Bissingen      | Zweitmandat                 | 35,2 %  |                                                                             |
| Wolfgang Rückert       | 1942          | CDU                          | 06 Leonberg                  | Direktmandat                | 45,0 %  |                                                                             |
| Helmut Walter Rüeck    | 1962          | CDU                          | 22 Schwäbisch Hall           | Direktmandat                | 31,4 %  |                                                                             |
| Ingo Rust              | 1978          | SPD                          | 19 Eppingen                  | Nachrücker im Zweitmandat   | 33,8 %  | eingetreten am 1. Mai 2003 als Nachfolger für Wolfgang Bebber               |
| Nikolaos Sakellariou   | 1962          | SPD                          | 22 Schwäbisch Hall           | Zweitmandat                 | 30,2 %  |                                                                             |
| Dieter Salomon         | 1960          | Grüne                        | 47 Freiburg II               | Zweitmandat                 | 21,0 %  | Mandat niedergelegt 14. August 2002 (Nachfolgerin: Edith Sitzmann)          |
| Thomas Schäuble        | 1948–2013     | CDU                          | 32 Rastatt                   | Direktmandat                | 52,5 %  | Mandat niedergelegt am 30. September 2004 (Nachfolger: Karl-Wolfgang Jägel) |
| Annette Schavan        | 1955          | CDU                          | 14 Bietigheim-Bissingen      | Direktmandat                | 40,2 %  | Mandat niedergelegt am 30. September 2005 (Nachfolger: Manfred Hollenbach)  |
| Volker Schebesta       | 1971          | CDU                          | 51 Offenburg                 | Direktmandat                | 50,0 %  |                                                                             |
| Stefan Scheffold       | 1959          | CDU                          | 25 Schwäbisch Gmünd          | Direktmandat                | 46,9 %  |                                                                             |
| Winfried Scheuermann   | 1938          | CDU                          | 44 Enz                       | Direktmandat                | 41,8 %  |                                                                             |
| Nils Schmid            | 1973          | SPD                          | 09 Nürtingen                 | Zweitmandat                 | 32,0 %  |                                                                             |
| Regina Schmidt-Kühner  | 1955          | SPD                          | 28 Karlsruhe II              | Direktmandat                | 39,4 %  |                                                                             |
| Claus Schmiedel        | 1951          | SPD                          | 12 Ludwigsburg               | Zweitmandat                 | 35,4 %  |                                                                             |
| Peter Schneider        | 1958          | CDU                          | 66 Biberach an der Riß       | Direktmandat                | 57,2 %  |                                                                             |
| Klaus Schüle           | 1963          | CDU                          | 46 Freiburg I                | Zweitmandat                 | 39,7 %  |                                                                             |
| Franz Schuhmacher      | 1939          | CDU                          | 55 Tuttlingen-Donaueschingen | Direktmandat                | 53,3 %  |                                                                             |
| Hermann Seimetz        | 1938–2022     | CDU                          | 11 Geislingen                | Direktmandat                | 43,3 %  |                                                                             |
| Rolf Seltenreich       | 1948          | SPD                          | 36 Mannheim II               | Zweitmandat                 | 40,1 %  |                                                                             |
| Michael Sieber         | 1947          | CDU                          | 37 Wiesloch                  | Direktmandat                | 46,7 %  |                                                                             |
| Edith Sitzmann         | 1963          | Grüne                        | 47 Freiburg II               | Nachrückerin im Zweitmandat | 21,0 %  | eingetreten am 30. August 2002 als Nachfolgerin für Dieter Salomon          |
| Willi Stächele         | 1951          | CDU                          | 52 Kehl                      | Direktmandat                | 54,7 %  |                                                                             |
| Wolfgang Staiger       | 1947–2023     | SPD                          | 24 Heidenheim                | Zweitmandat                 | 39,4 %  |                                                                             |
| Hans-Jochem Steim      | 1942          | CDU                          | 53 Rottweil                  | Direktmandat                | 52,1 %  |                                                                             |
| Rainer Stickelberger   | 1951          | SPD                          | 58 Lörrach                   | Direktmandat                | 41,6 %  |                                                                             |
| Monika Stolz           | 1951          | CDU                          | 64 Ulm                       | Direktmandat                | 44,6 %  |                                                                             |
| Gerhard Stratthaus     | 1942          | CDU                          | 40 Schwetzingen              | Direktmandat                | 43,6 %  |                                                                             |
| Peter Straub           | 1939          | CDU                          | 59 Waldshut                  | Direktmandat                | 46,6 %  |                                                                             |
| Gerd Teßmer            | 1945          | SPD                          | 38 Neckar-Odenwald           | Zweitmandat                 | 31,4 %  |                                                                             |
| Erwin Teufel           | 1939          | CDU                          | 54 Villingen-Schwenningen    | Direktmandat                | 54,7 %  |                                                                             |
| Michael Theurer        | 1967          | FDP/DVP                      | 45 Freudenstadt              | Zweitmandat                 | 12,8 %  |                                                                             |
| Karl Traub             | 1941–2021     | CDU                          | 65 Ehingen                   | Direktmandat                | 53,5 %  |                                                                             |
| Inge Utzt              | 1944          | SPD                          | 04 Stuttgart IV              | Direktmandat                | 37,6 %  |                                                                             |
| Erwin Vetter           | 1937          | CDU                          | 31 Ettlingen                 | Direktmandat                | 48,4 %  |                                                                             |
| Christa Vossschulte    | 1944          | CDU                          | 07 Esslingen                 | Direktmandat                | 40,7 %  |                                                                             |
| Georg Wacker           | 1962          | CDU                          | 39 Weinheim                  | Direktmandat                | 42,6 %  |                                                                             |
| Jürgen Walter          | 1957          | Grüne                        | 12 Ludwigsburg               | Zweitmandat                 | 9,9 %   |                                                                             |
| Ruth Weckenmann        | 1959          | SPD                          | 02 Stuttgart II              | Zweitmandat                 | 34,5 %  |                                                                             |
| Roland Weiß            | 1956–2020     | SPD                          | 35 Mannheim I                | Nachrücker im Direktmandat  | 47,7 %  | eingetreten am 29. März 2004 als Nachfolger für Max Nagel                   |
| Claus Wichmann         | 1962–2023     | SPD                          | 34 Heidelberg                | Zweitmandat                 | 36,6 %  |                                                                             |
| Franz Wieser           | 1941          | CDU                          | 30 Bretten                   | Direktmandat                | 44,6 %  |                                                                             |
| Clemens Winckler       | 1936–2014     | CDU                          | 03 Stuttgart III             | Direktmandat                | 38,8 %  |                                                                             |
| Alfred Winkler         | 1946          | SPD                          | 59 Waldshut                  | Nachrücker im Zweitmandat   | 35,5 %  | eingetreten am 14. August 2002 als Nachfolger für Dieter Puchta             |
| Peter Wintruff         | 1940          | SPD                          | 30 Bretten                   | Zweitmandat                 | 35,8 %  |                                                                             |
| Walter Witzel          | 1949          | Grüne                        | 46 Freiburg I                | Zweitmandat                 | 17,3 %  |                                                                             |
| Marianne Wonnay        | 1952–2023     | SPD                          | 49 Emmendingen               | Zweitmandat                 | 37,3 %  |                                                                             |
| Norbert Zeller         | 1950          | SPD                          | 67 Bodensee                  | Zweitmandat                 | 30,7 %  |                                                                             |
| Karl Zimmermann        | 1951          | CDU                          | 08 Kirchheim unter Teck      | Direktmandat                | 42,0 %  |                                                                             |